# 1659 год в литературе

## События
- Эндрю Марвелл становится членом парламента

## Новые книги
- Система сатурна (лат. Systema Saturnium) — астрономический труд нидерландского учёного Христиана Гюйгенса
- Учёная дева, или может ли дева быть учёным (англ. The Learned Maid, or Whether a Maid May Be a Scholar?) — книга Анны Марии ван Схурман (английский перевод латинского оригинала, написанного в 1638)
- О человеке (лат. De Homine) — книга английского философа Томаса Гоббса
- Люкаста (англ. Lucasta) — книга английского поэта Ричарда Лавлейса; посмертная публикация
- Священное содружество (англ. The Holy Commonwealth) — книга английского пуританского богослова и общественного деятеля Ричарда Бакстера
- Рассуждение о Природе, Услугах и Проявлениях дружбы (англ. Discourse on the Nature, Offices and Measures of Friendship) — книга английского богослова Джереми Тейлора
- Месть кокетки (фр. La coquette vengée) — книга французской куртизанки Нинон де Ланкло

## Драматургия
- Смешные жеманницы — комедия Мольера
- Прополка Ковент-Гардена, или мировой судья из Миддлсекса — комедия Ричард Брум[англ.]; первая публикация
- Женитьба Океана и Британии (англ. The Marriage of Oceanus and Britannia) — пьеса Ричарда Флекно (англ. Richard Flecknoe); первая публикация
- Пастуший рай (англ. The Shepherd's Paradise) — пьеса Уолтера Монтегю (англ. Walter Montague); первая публикация
- Спор между Аяксом и Улиссом (англ. The Contention of Ajax and Ulysses) — пьеса Джеймса Ширли (англ. James Shirley); первая публикация

## Родились
- 18 января — Дамарис Мэшем, английская писательница  (умерла в 1708)
- 26 марта — Уильям Уолластон (англ. William Wollaston), философ (умер в 1724)
- 29 апреля — София Элизабет Бреннер; поэт, писатель (умерла в 1730)
- 17 августа — Грегуар де Шалль, французский писатель-путешественник (умер в 1720).
- Дата неизвестна
  - Джон Эсгилл (англ. John Asgill) — эксцентричный английский писатель и политик (умер в 1738)
  - Хамфри Ходи (англ. Humphrey Hody) — учёный и теолог (умер в 1707)
  - Анна Маргарет Лассон (англ. Anna Margrethe Lasson) — датская писательница (умерла в 1738)

## Скончались
- 7 января — Лоуренс Форер (англ. Laurenz Forer), писатель-иезуит (родился в 1580)
- 31 января — Януш Апузай Ксир (венг. János Apáczai Csere), венгерский лингвист, математик и энциклопедист (родился в 1625)
- 4 февраля — Фрэнсис Осборн (англ. Francis Osborne), эссеист (родился в 1593)
- 11 февраля — Гийом Кольте, французский поэт, драматург, писатель и переводчик. Один из основателей и первых членов Французской академии (родился в 1598).
- 15 апреля — Симон Дах, поэт (родился в 1605)
- 27 сентября — Андреас Чернинг, немецкий поэт, переводчик, теоретик литературы (родился в 1611)
- 27 октября — Джованни Франческо Бусенэлло (итал. Giovanni Francesco Busenello), поэт и либреттист (родился в 1598)